# Драган Андрич (ватерполіст)
Драган Андрич (6 червня 1962) — югославський ватерполіст.
Олімпійський чемпіон 1984, 1988 років, учасник 1996, 2012 років.
Срібний призер Чемпіонату Європи з водного поло 1985, 1987 років.
Бронзовий призер літньої Універсіади 1987 року.
Переможець Середземноморських ігор 1983 року.